# Regiunea Suceava

Regiunea Suceava în cadrul împărţirii administrative a României 1950-1952

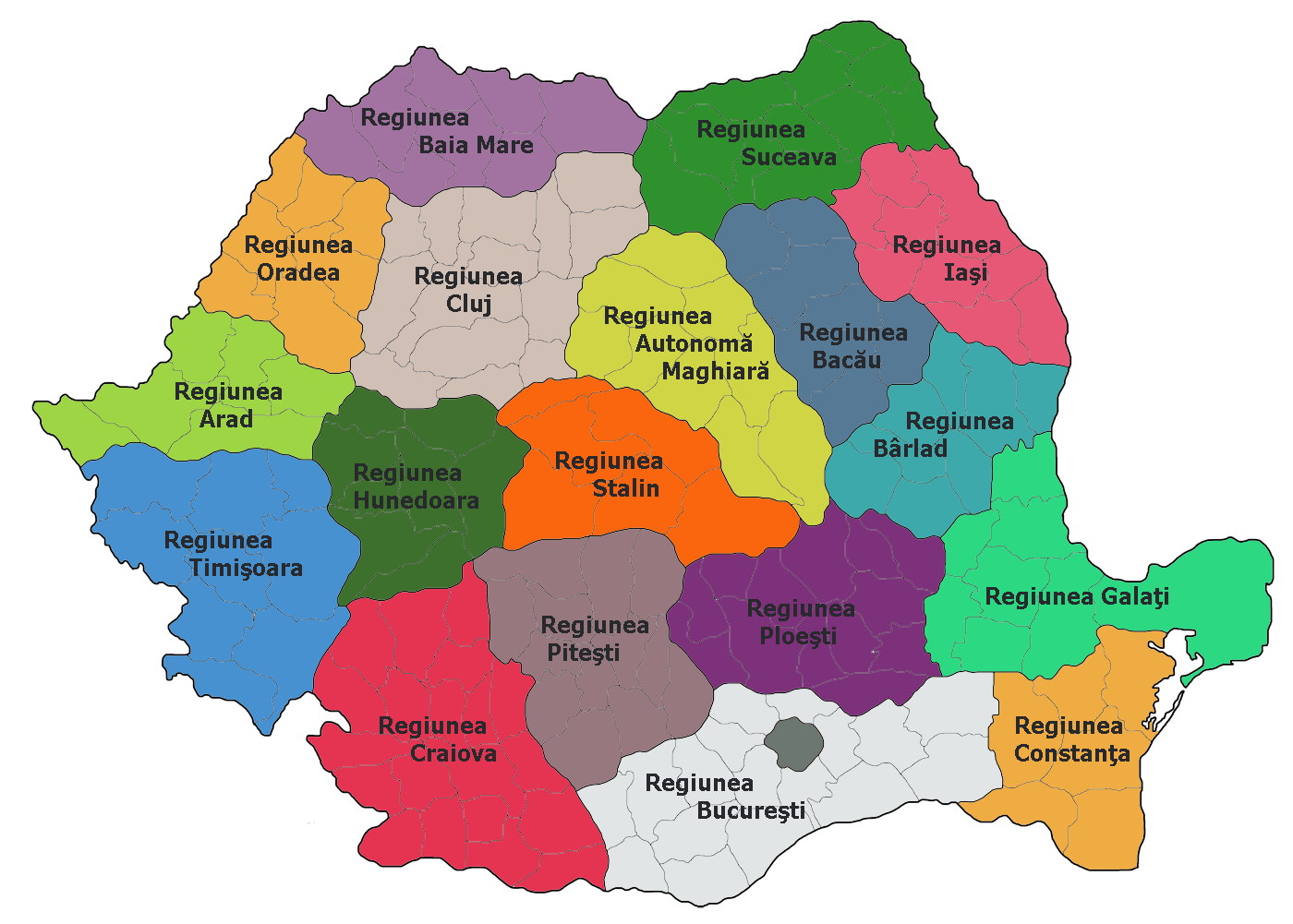
Regiunea Suceava în cadrul împărţirii administrative a României (1953)

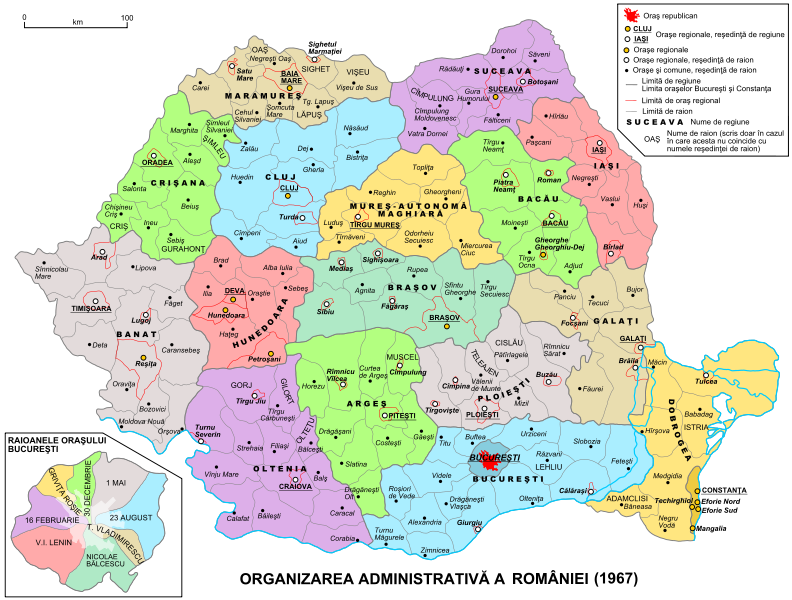
Regiunea Suceava în cadrul împărţirii administrative a României (1960-1968)

Regiunea Suceava a fost o diviziune administrativ-teritorială situată în zona de nord-est a Republicii Populare Române (RPR), înființată în anul 1950, când au fost desființate județele (prin Legea nr.5/6 septembrie 1950). Aceasta a existat până în anul 1968, atunci când regiunile au fost desființate.

## Istoric
Reședința regiunii a fost la Câmpulung Moldovenesc și apoi, din 1952, la Suceava, iar teritoriul său cuprindea la început o suprafață asemănătoare cu cea a actualului județ Suceava. În perioada 1956-1968 a inclus și o mare parte din actualul județ Botoșani, după ce regiunea Botoșani a fost desființată, iar raioanele acesteia au trecut mai întâi în subordinea regiunii Iași (1952), apoi în subordinea regiunii  Suceava (1956). Regiunea Suceava a fost reorganizată în 1960, prin desființarea raioanelor Darabani, Siret și Trușești.

## Vecinii regiunii Suceava
Regiunea Suceava se învecina cu:
- 1950-1952: la est cu regiunea Botoșani, la sud cu regiunile Iași, Bacău și Mureș, la vest cu regiunea Rodna, iar la nord cu RSS Ucraineană.
- 1952-1960: la est cu RSS Moldovenească, la sud cu regiunile Iași, Bacău și Autonomă Maghiară, la vest cu regiunile Cluj și Baia Mare, iar la nord cu RSS Ucraineană.
- 1960-1968: la est cu RSS Moldovenească, la sud cu regiunile Iași, Bacău și Mureș-Autonomă Maghiară, la vest cu regiunile Cluj și Maramureș, iar la nord cu RSS Ucraineană.

## Raioanele regiunii Suceava
Regiunea Suceava a cuprins următoarele raioane: 
- 1950-1956: Câmpulung, Fălticeni, Gura Humorului, Rădăuți,  Siret, Suceava, Vatra Dornei
- 1956-1960: Botoșani, Câmpulung, Darabani, Dorohoi, Fălticeni, Gura Humorului, Rădăuți, Săveni, Siret, Suceava, Trușești, Vatra Dornei
- 1960-1968: Botoșani, Câmpulung, Dorohoi, Fălticeni, Gura Humorului, Rădăuți, Săveni, Suceava, Vatra Dornei